# Chromatopoda annulipes
Chromatopoda annulipes är en tvåvingeart som först beskrevs av Walker 1849.  Chromatopoda annulipes ingår i släktet Chromatopoda och familjen vapenflugor. Inga underarter finns listade i Catalogue of Life.